# 後座議員

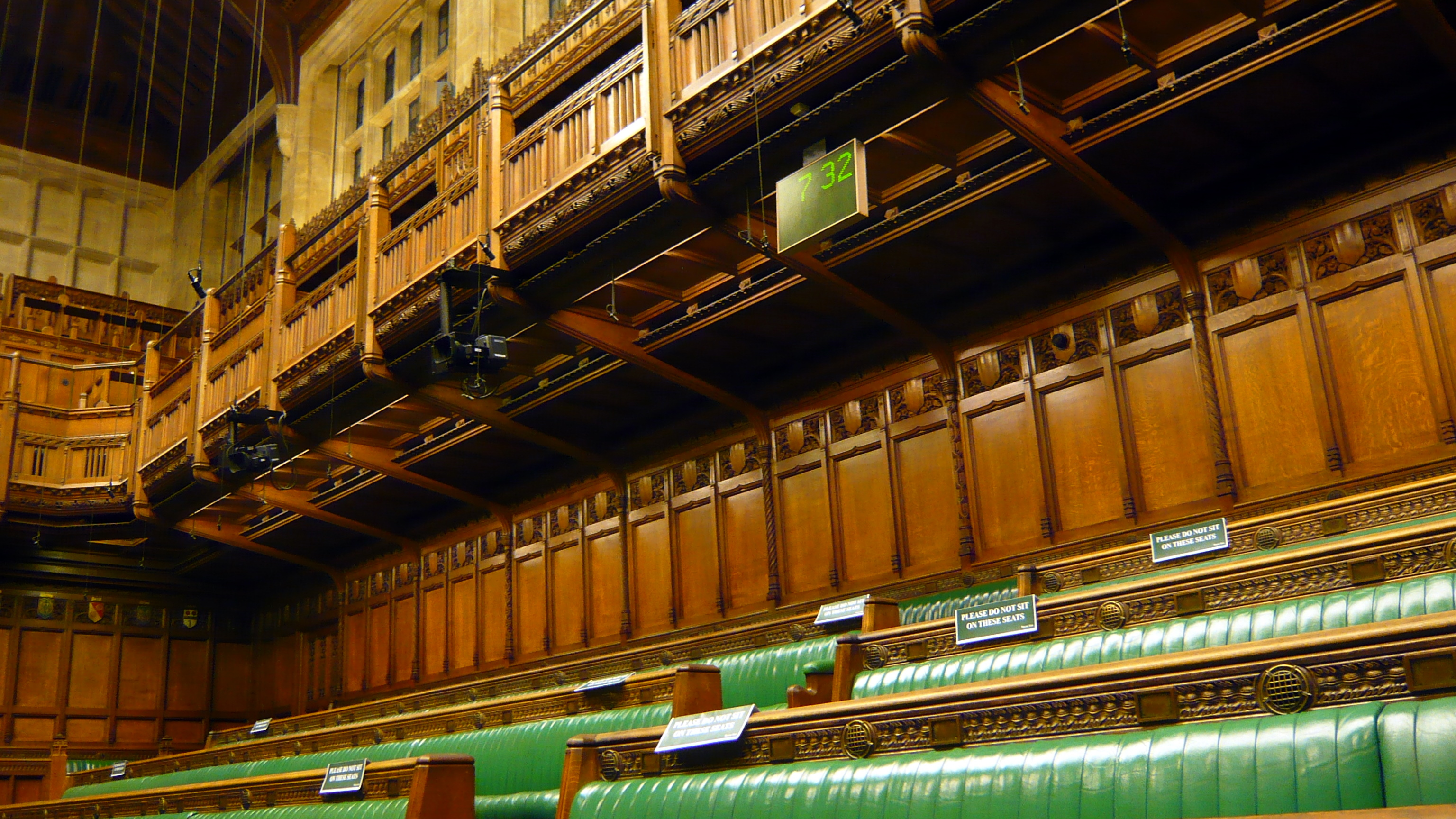
英国西敏宫下议院议场反对党后座议员就座后排座位

後座議員是西敏制議會坐在議事廳後座的普通議員。因執政黨內閣閣員以及官方反對黨的領袖及其影子內閣成員在下議院議場就座前排（前座議員），其他議員相對就座後排並因此得名「後座議員」。後座議員通常是新當選或委任的議員，或已從內閣中離職的非官方議員。
由於並非閣員或黨內重要人物，後座議員在國會的地位及影響力稍低。但他們可透過參與國會各個委員會（或成為委員會主席），滲入各範疇的立法程序。而且後座議員通常佔據國會多席議席，集體行動下足以左右不受歡迎的政策推行或避免執政黨內部分裂。

## 外部連結
- The BBC's definition of 'backbencher' （页面存档备份，存于）
- Article/definition of 'backbencher'